# Сагаста, Пракседес Матео
Пра́кседес Мариа́но Мате́о Сага́ста-и-Эсколар (исп. Práxedes Mariano Mateo Sagasta y Escolar; 21 июля 1825, Торресилья-эн-Камерос — 5 января 1903, Мадрид) — испанский государственный деятель.

## Биография
Изучал инженерное дело, служил инженером при постройке железной дороги.
Принял участие в восстании 1854 года и был избран в кортесы. После подавления революционного движения в 1856 году вынужден был бежать за границу; скоро был амнистирован и вернулся в Мадрид, где был профессором в инженерной школе, либеральным депутатом в кортесах и редактором «Iberia». После неудачной попытки поднять восстание в 1866 году Сагаста вновь бежал за границу, откуда вернулся после низвержения королевы Изабеллы II и был назначен министром внутренних, потом иностранных дел. Он был горячим сторонником генерала Жоана Прима, а после его смерти — маршала Франсиско Серрано. 5 января 1871 года Сагаста стал министром внутренних дел в консервативно-либеральном кабинете Серрано (первом при короле Амадео); 20 июля вышел в отставку, когда Серрано должен был уступить место радикальному кабинету Мануэля Руиса Соррильи.
3 октября был избран президентом кортесов, победив правительственного кандидата и вызвав тем самым падение кабинета Соррильи. Сагаста получил портфель министра внутренних дел в новом кабинете Хосе Малькампо; 20 декабря он сам занял место первого министра. 22 мая 1872 года его кабинет пал вследствие недобросовестного расходования государственных сумм на избирательные цели, а также из-за неудовольствия короля, которому стали известны тайные сношения Сагасты со сторонниками претендента Альфонса. После этого Сагаста, возбудивший к себе неприязнь как короля, так и республиканцев, находился в оппозиции.
В конце 1873 года стал одним из участников заговора против президента Эмилио Кастелара, во главе которого стояли маршал Серрано и генерал Павия. Когда последний 3 января 1874 года разогнал штыками кортесы и произвёл государственный переворот, Сагаста стал министром иностранных, потом внутренних дел в правительстве маршала Серрано. 4 сентября, когда последний отбыл в армию на войну с карлистами, Сагаста стал президентом исполнительной власти. В это смутное время Сагаста успел организовать толпы городской черни, которую он даже частью вооружил для уличной борьбы с политическими противниками. Такие приёмы борьбы не спасли его, однако, от восстания 30 декабря, направленного против него и маршала Серрано в пользу короля Альфонса. Сагаста легко уступил, считая сопротивление опасным.
После воцарения короля Альфонса XII стал лидером умеренной, династически-либеральной оппозиции. Когда в 1881 году пало министерство Антонио Кановаса дель Кастильо, король обратился к Сагасте. Теперь для Испании настало сравнительно спокойное время, что не мешало партиям прибегать к грубым нарушениям конституции. Сагаста был главой кабинетов в 1881 — 1883 и 1885 — 1890 годов. Последний из них освободил рабов на Кубе, расширил компетенции суда присяжных, принял закон о гражданском браке; при нём же было введено всеобщее избирательное право для мужчин старше 25 лет, ограниченное постановлениями о двухлетней оседлости.
В 1892—1895 годах вновь стоял во главе кабинета. В это время жёсткая политика метрополии по отношению к Кубе вызвала там восстание, с которым Сагаста не смог справиться и которое он оставил в наследство своему преемнику, Антонио Кановасу. Задача оказалась не по силам и этому последнему, и Сагаста в качестве вождя оппозиции явился сторонником примирительных мер.
В 1897 году кабинет Кановаса пал, и Сагаста сформировал новое правительство. Он отозвал с Кубы жестокого генерала Валериано Вейлера, заменил его более мягким генералом Бланко и обещал введение автономии. Когда восстание было почти задавлено вмешались Соединённые Штаты Америки. Испано-американская война окончилась полным поражением Испании. Это вызвало в стране страшное раздражение против Сагасты, который спасался от крушения только тем, что долго не созывал кортесы. Когда они в феврале 1899 года были созваны, падение министерства Сагасты стало неизбежным. Сагаста снова перешёл в оппозицию.
Был вновь министром-президентом с 6 марта 1901 года по 6 декабря 1902 года; уступил место консервативному кабинету Франсиско Сильвелы. Время управления кабинета Сагасты было отмечено множеством стачек и разных волнений, с которыми он расправлялся железной рукой.